# چک شاه‌محمد
چک شاه‌محمد (به انگلیسی: Chak Shah Muhammad) یک منطقهٔ مسکونی در پاکستان است که در خیبر پختونخوا واقع شده‌است. چک شاه‌محمد ۵۶۲ متر بالاتر از سطح دریا واقع شده‌است.